# Arboretum de la Foux
El Arboreto de La Foux (en francés: Arboretum de la Foux, también Arboretum de Saint-Sauveur-des-Pourcils), es un arboreto de Francia de 10 hectáreas de extensión, que se encuentra en la vertiente atlántica del Mont Aigoual en el interior del bosque de "Forêt de l'Aigoual" al noroeste de Le Vigan. en la comuna de Saint-Sauveur-Camprieu, departamento de Gard,
Está abierto a diario todo el año al público en general sin cargo.

## Historia
El Arboretum fue creado por Georges Fabre y Charles Henri Marie Flahault entre 1900 a 1910 para la introducción experimental de especies extranjeras en Francia.
Los esfuerzos científicos cesaron en 1963 y ha sido posteriormente mantenido con propósitos educativos por la « Office National des Forêts».
La ubicación del arboreto está en la vertiente sudoeste a una altitud de 900 a 1.500 metros sobre el nivel del mar, en un entorno muy propicio para la vegetación forestal; Algunos árboles alcanzan alturas que son registros récord para Europa.

## Colecciones
Actualmente contiene una colección de árboles de madera blanda que incluye:
Abies cephalonica, Abies concolor, Abies grandis, Araucaria, Cedrus atlantica, Abies nordmanniana, Larix decidua, Larix kaempferi, Pinus laricio; picea común, Picea orientalis, Picea sitchensis, Picea pungens, Picea engelmannii; Sequoia, Thuja plicata, y Tsuga heterophylla.
Entre los árboles de maderas duras incluye:
fresnos, haya, abedúl, cereza, castaña, roble rojo, y sicomoro.